# Digital Equipment Corporation
Digital Equipment Corporation (výslovnost [ˈdidžitl iˈkwipmənt ˌkoːpəˈreišən]), zkráceně DEC [dek] byla jednou z prvních pionýrských společností v americkém počítačovém průmyslu. V 70. a 80. letech 20. století byly její stanice PDP a VAX nejpopulárnějšími minipočítači pro vědecké a inženýrské účely. V roce 1998 byla firma odkoupena společností Compaq, která sama byla roku 2002 převzata firmou Hewlett-Packard. Její produktová linie však byla stále vyráběna pod značkou HP (rok 2016). Vedení Digital Equipment Corporation sídlilo od založení firmy v roce 1957 do roku 1992 ve starém dřevěném mlýně ve městě Maynard ve státě Massachusetts.
Přes podobný název a částečně se překrývající oblast působnosti nemá firma Digital Equipment Corporation nic společného s firmou Digital Research. Ačkoli jejich operační systémy sdílejí několik podobných vlastností, jsou to zcela odlišné subjekty; další firmou s podobným názvem je Western Digital.

## Vývoj firmy
Původní zaměření na výrobu a prodej malých počítačů umožnil firmě DEC růst, aniž by se s ní její potenciální konkurenti snažili soutěžit. Popularitu si vydobyla v 60. letech 20. století řadou počítačů PDP, zejména typem PDP-8, který je považován za první úspěšný minipočítač. Roku 1970 zahájil DEC prodej počítačů řady PDP-11, která byla ještě úspěšnější a postupně nahradila většinu starších strojů PDP. S celkovým prodejem více než 600 tisíc počítačů PDP-11 se postavení firmy DEC v oboru značně upevnilo. Roku 1978 uvedla na trh počítače VAX-11 navržené jako nástupce řady PDP-11. VAX-11 se stal prvním rozšířeným 32bitovým minipočítačem; v mnoha ohledech byl schopen konkurovat větším sálovým počítačům, jako byl například System/370 firmy IBM. Počítačů VAX-11 se prodalo více než 400 tisíc kusů, a díky němu se DEC stala druhou největší firmou v oboru. Na svém vrcholu byla druhým největším zaměstnavatelem ve státě Massachusetts v Nové Anglii.
Rychlý nástup mikropočítačů na konci 80. let 20. století, a zejména zavedení výkonných 32bitových systémů v 90. letech však přinesl firmě DEC silnou konkurenci. Posledním velkým pokusem nalézt prostor na rychle se měnícím trhu bylo vytvoření 64bitových procesorů DEC Alpha 64bit s architekturou RISC, které začala firma DEC vyvíjet jako nástupce své řady VAX-11, a chtěla je použít pro vytvoření řady vysoce výkonných pracovních stanic. I když procesory Alpha oba tyto cíle splnily, a po velkou část své existence byly nejrychlejší řadou procesorů na trhu, jejich velmi vysoké ceny způsobily, že byly překonány levnějšími procesory architektury x86 vyráběnými především firmou Intel a AMD. V devadesátých letech společnost též vyráběla PC kompatibilní počítače; šlo o desktopové (stolní) řady Venturis a Celebris, špičkové Celebris XL, přenosné HiNote Ultra a servery Prioris HX.
Firma DEC se dostala do ztráty a po řadě úsporných kroků byla v červnu 1998 odprodána firmě Compaq, při do té doby největší fúzi v historii počítačového průmyslu. Compaq byl v té době zaměřen na podnikový trh a nedlouho předtím koupil několik dalších velkých dodavatelů; firma DEC měla silné postavení mimo USA, kde měl Compaq slabší účast. Firma Compaq však měla malou představu, co dělat se svými akvizicemi, a brzy se sama ocitla ve finančních potížích. V květnu 2002 byl Compaq převzat firmou Hewlett-Packard. Některé z produktových řad firmy DEC se stále vyrábí pod obchodním názvem HP.[zdroj?]